# بلدة بيرو (اوهايو)
بلدة بيرو، مقاطعة مورو، أوهايو (بالإنجليزية: Peru Township, Morrow County, Ohio) هي واحدة من خمس عشرة بلدة في مقاطعة مورو في ولاية أوهايو، الولايات المتحدة. بلغ عدد سكانها 1,131 نسمة حسب تعداد عام 2020.

## الجغرافيا
تقع بلدة بيرو في الجزء الجنوبي من مقاطعة مورو، وتحدها البلدات التالية:
- بلدة ويستفيلد من الشمال
- بلدة لينكولن من الشرق
- بلدة غاليون في مقاطعة كراوفورد من الجنوب الشرقي
- بلدة ترو من الجنوب
- بلدة هارتفورد من الغرب

لا توجد بلدات أو قرى مدرجة داخل حدود بلدة بيرو.

## الاسم والتاريخ
بلدة بيرو هي واحدة من بلدتين تحملان هذا الاسم في ولاية أوهايو، والأخرى تقع في مقاطعة هورون.

## الحكومة
تُدار بلدة بيرو من قبل مجلس مكون من ثلاثة أمناء يُنتخبون لولاية مدتها أربع سنوات. يُنتخب اثنان منهم في السنة التالية للانتخابات الرئاسية، والثالث في السنة التي تسبقها. كما يُنتخب كاتب مالي للبلدة لولاية مدتها أربع سنوات أيضًا.
في حال وجود شواغر في مجلس الأمناء أو منصب الكاتب المالي، يتم ملؤها من قبل المسؤولين المتبقين.